# Jamila Saidam
Jamila Ahmed Khamis Saidam ( en árabe: جميلة أحمد خميس صيدم‎, 1947 – 30 de julio de 2011), también conocida como Umm Sabri, fue una política palestina. Formó parte del primer grupo de mujeres elegidas para el Consejo Legislativo en 1996.

## Biografía
Saidam nació en el pueblo de Aqir en 1947.Durante la guerra árabe-israelí de 1948, su familia huyó a Rafah en la Franja de Gaza, donde asistió a una escuela primaria de la UNWRA y luego a una escuela secundaria en Rafah.
Pospuso su asistencia a la universidad después de casarse con Mamdouh Saidam, miembro fundador de Fatah, en 1968. Ese mismo año se mudó a Jordania y asistió a la conferencia fundacional de la Unión General de Mujeres Palestinas. La pareja se mudó a Siria, donde Saidam comenzó a estudiar en la Universidad de Damasco, pero como su marido estaba cada vez más involucrado en actividades militantes, no pudo completar sus estudios. Sin embargo, Mamdouh murió en 1971, y Saidam se graduó de la Universidad de Damasco en 1981.
Más tarde, Saidam vivió en el Líbano y Túnez. En 1989 fue elegida miembro del Consejo Revolucionario de Fatah y, tras los Acuerdos de Oslo, se le permitió regresar a la Franja de Gaza en 1994, donde cofundó la Unión General de Mujeres en Gaza. En 1995 fue nombrada directora general del Seguro Social del Ministerio de Trabajo.
En las elecciones al Consejo Legislativo de 1996, Saidam se presentó como candidato de Fatah en Deir al-Balah. Fue una de las cinco mujeres elegidas y se convirtió en la primera parlamentaria palestina. Durante su mandato, presidió el Comité de Refugiados de 2005 a 2006 y fue miembro de los comités Económicos y de Derechos Humanos. Perdió su escaño en las elecciones de 2006.
Murió en Ramallah en julio de 2011. Su hijo Sabri fue más tarde Ministro de Educación.